# Приморська ВЕС
Приморська вітрова електростанція — вітрова електростанція в Україні, поблизу міста Приморськ Запорізької області, де до 2020 року планують запустити в роботу дві вітроелектростанції — Приморську ВЕС-1 та Приморську ВЕС-2 загальною встановленою потужністю 200 МВт. На Приморській ВЕС заплановано встановити 52 вітротурбіни 3-мегаватного класу виробництва компанії General Electric. Прогнозний відпуск «зеленої» електроенергії — 680 млн кВт·год на рік. Закінчення будівництва першої черги очікувалося у грудні 2018 року. На початку 2019 року станція підключена до Об'єднаної енергетичної системи України. Розрахункова економія викидів вуглекислого газу (CO2) в атмосферу становить 600—700 тис. тонн щороку.

## Історія
Інвестором будівництва вітроелектростанцій виступає ДТЕК ВДЕ, операційна компанія, що координує діяльність ДТЕК у сфері відновлювальної енергетики. 2013 року було розпочато будівництво Приморської ВЕС, проте через події на сході України і нестабільної політично-економічної ситуації проєкт був заморожений. Тоді, бачачи великі ризики, відмовилися працювати з Україною європейські банки. За час застою прогрес пішов вперед, тому ВЕС буде значно сучаснішою, аніж планувалось з самого початку. Зокрема для будівництва вибрали новий тип турбін, який є найбільш сучасним — це самі топові турбіни французького підрозділу компанії General Electric потужністю 3,8 МВт. Кожна зі станцій повинна бути оснащена 26 такими вітряними турбінами.
У проєкт було заплановано інвестувати близько 9,5 млрд грн (300 млн євро). Роботи розпочалися 2018 року, а завершення першої черги проєкту очікувалося до січня 2019 року. Загальна потужність двох ВЕС складе 200 МВт.
У 2017 році планувалося розпочати реалізацію проєкту зі зведення двох вітрових електростанцій у Запорізькій області: Приморської ВЕС-1 та Приморської ВЕС-2 сумарною потужність у 200 МВт компанією «Вінд Пауер».
У січні 2018 року компанії «ДТЕК» і «General Electric» уклали договір на постачання інноваційних вітротурбін.
У лютому 2018 року розпочато буріння свердловин під вітряні установки.
У червні 2018 року «General Electric» підписала з «ДТЕК» договір на поставку високовольтного обладнання для центрального розподільного пункту 150 кВ і двох підстанцій 150/35/10 кВ, які забезпечать видачу електроенергії з першої черги Приморської ВЕС (Запорізька область) в енергосистему країни.
У серпні 2018 року ДТЕК залучив позикове фінансування в розмірі 90 млн євро для будівництва I черги Приморської вітроелектростанції потужністю 100 МВт на березі Азовського моря у Запорізькій області. Кредит було надано консорціумом німецьких банків (Bayerische Landesbank, Bremer Kreditbank Aktiengesellschaft, KfW IPEX-Bank GmbH та ін.) з покриттям ризиків експортно-кредитним агентством (ЕКА) Euler Hermes. Термін кредитування — 10 років після введення станції в експлуатацію.
На початку лютого 2019 року до експлуатації ввели перших сім з 26 черг будівництва Приморської ВЕС. Зокрема, було введено 1-й, 2-й, 3-й, 4-й, 5-й, 6-й та 10-й пусковий комплекси. Потужність однієї вітряної турбіни становить 3,8 МВт. 27 лютого 2019 року станцію було офіційно відкрито за участі Президента України Петра Порошенка першу чергу електростанції, яка складається з 7 турбін потужністю 26,6 МВт.
7 вітрогенераторів встановлено у районі Приморська, а 18 — на землях Борисівської сільської ради. Перші 7 турбін почали давати електроенергію вже наприкінці лютого 2019 року.
З квітня 2019 року вітропарк поповнився ще 11 вітротурбінами, які отримали всі необхідні документи для постачання електроенергії в ОЕС України. Проєкт буде завершено після введення в експлуатацію всіх 26 вітряків і отримання необхідних документів. Роботи планується завершити до 1 червня 2019 року.
Після виходу на проєктну потужність перша черга Приморської ВЕС буде генерувати близько 350 млн кВт·год «зеленої» електроенергії на рік.
1 листопада 2019 року ДТЕК завершив будівництво Приморської вітроелектростанції, однієї з найбільших в країні. У складі ВЕС знаходяться 52 турбіни загальною потужністю 200 МВт.